# Sophie Laurent
Sophie Laurent, verheiratete Sophie Bader, (1792 – 1832) war eine deutsche Theaterschauspielerin.

## Leben
Laurent war ein beliebtes Mitglied des Hoftheaters in München und trat 1810 in den Verband des königlichen Theaters in Berlin, wo sie bis zu ihrem Tode (1832) verblieb.
In Charakterrollen war sie vortrefflich und seinen besonders hervorgehoben „Claudia“ in Emilia Galotti, „Frau Diethelm“ in Das letzte Wort, „Sena“ in Salomons Urteil, „Welledra“ in Die kluge Frau im Walde, „Gräfin Maravilla“ in Sorgen ohne Not etc.
Die Künstlerin war ab 1810 mit dem Opernsänger (Tenor) Karl Adam Bader verheiratet.